# Alpy Fryburskie

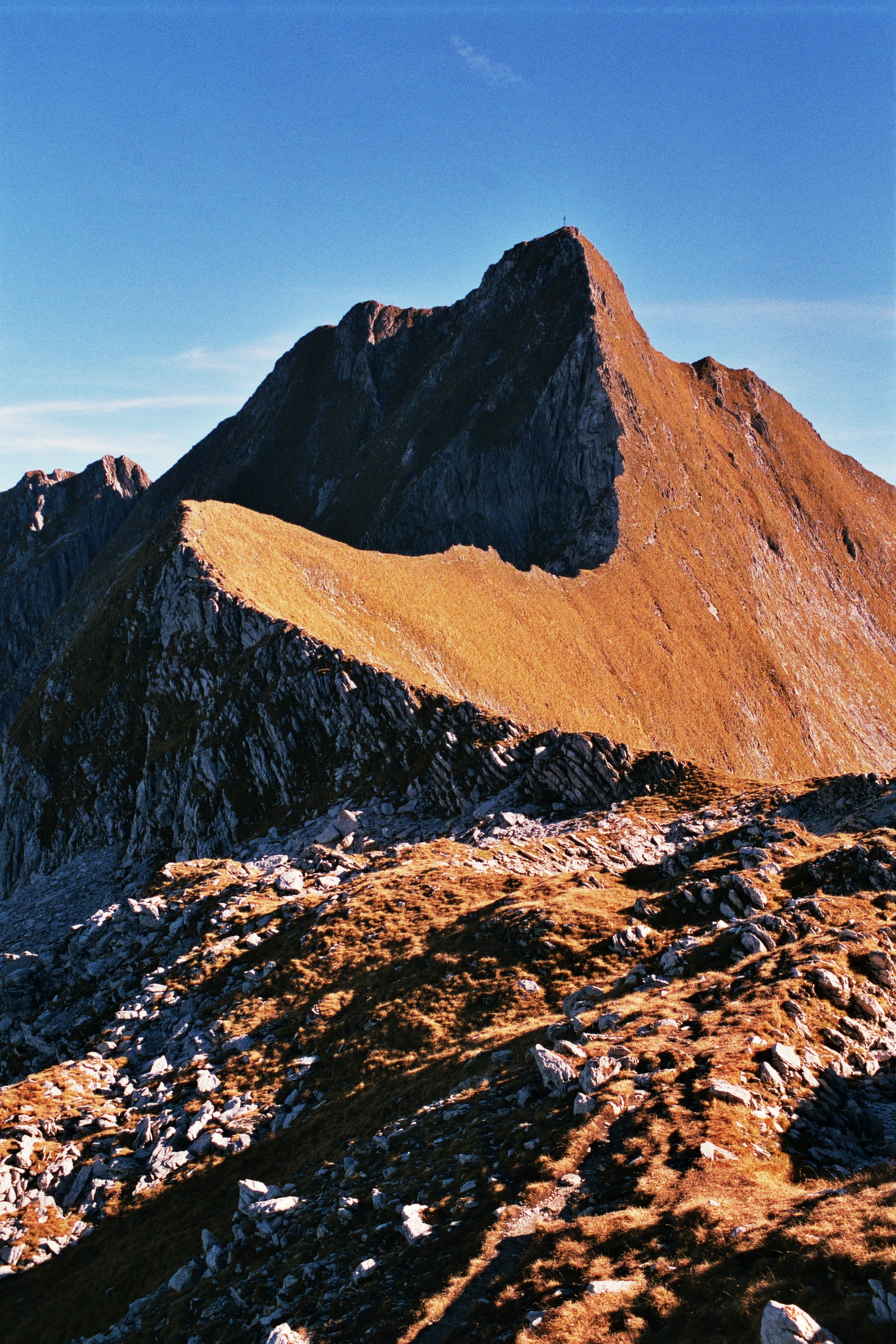
Najwyższy szczyt Vanil Noir (2389 m)

Alpy Fryburskie (fr. Préalpes fribourgeoises lub Alpes fribourgeoises, niem. Freiburger Voralpen lub Freiburger Alpen) – grupa górska w Schweizer Voralpen, części Alp Zachodnich. Leży w Szwajcarii, w kantonach Vaud, Fryburg i Berno. Najwyższym szczytem jest Vanil Noir, który osiąga wysokość 2389 m n.p.m.
Pasmo to graniczy z: Wyżyną Szwajcarską (niem. Schweizer Mittelland) na północy, Berner Voralpen na wschodzie, Alpami Berneńskimi na południu, Préalpes de Savoie na południowym zachodzie oraz z Jeziorem Genewskim na zachodzie.
Szczyty:
- Vanil Noir – 2389 m n.p.m.,
- Pic Chaussy – 2351 m,
- Tour d’Aï – 2332 m,
- Dent de Ruth – 2236 m,
- Rochers de Naye – 2045 m,
- Moléson – 2002 m,
- Dent de Jaman – 1875 m,

- Dent du Chamois - 1839 m,
- Dent de Broc - 1829 m,
- Monts Chevreuils – 1749 m,
- La Berra – 1719 m.

## Przypisy

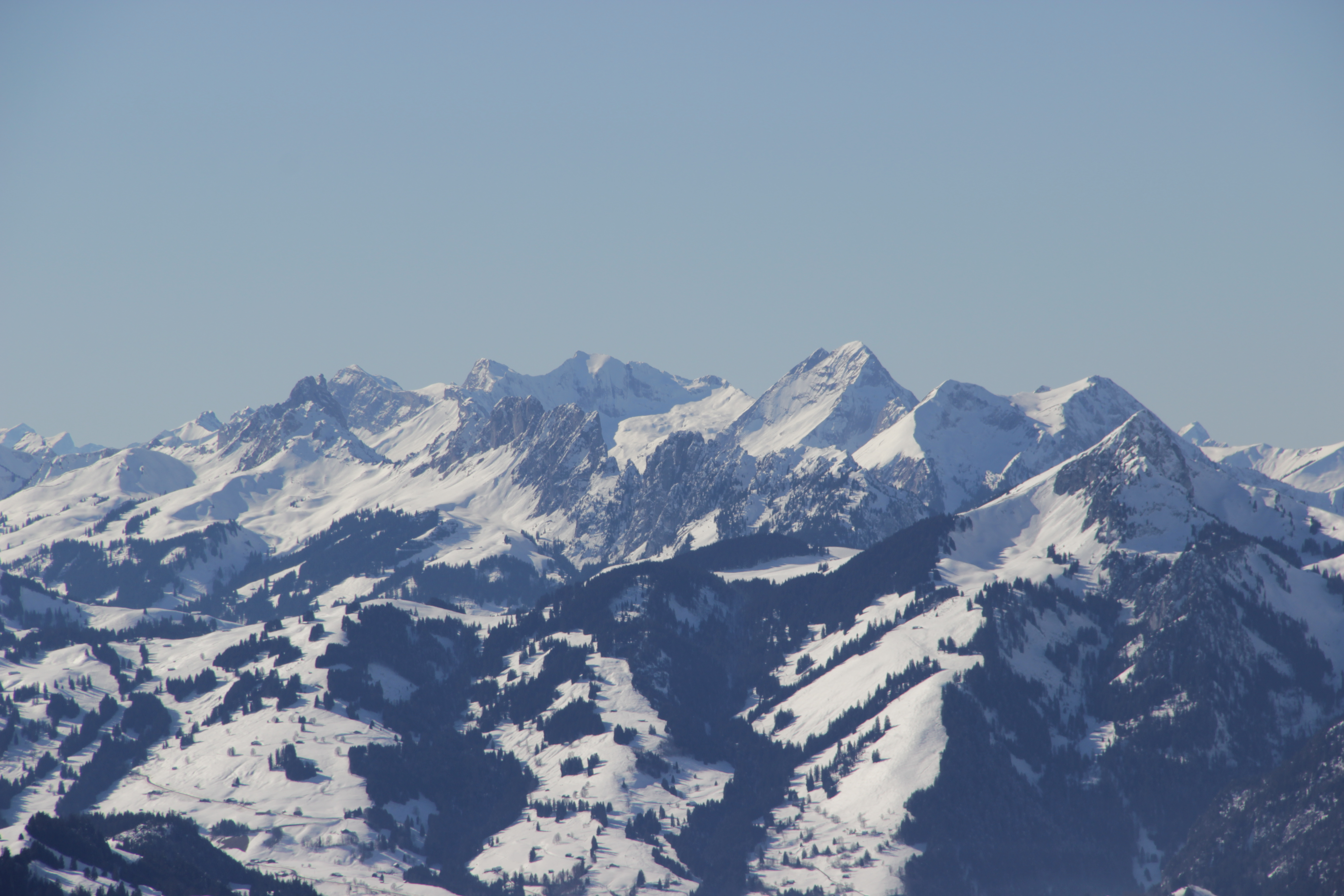
Pointe de Paray, Vanil de l'Ecri, Vanil Noir (w centrum w głębi), Dent de Follieran, Dent de Brenlaire, Cheval Blanc i Hochmatt (widok od strony wschodniej)